# Maladies alcooliques du foie
 Mise en garde médicale
La maladie alcoolique du foie  est un terme qui englobe les problèmes de foie dus à l'alcool. Classées par gravité, elles comprennent la stéatose hépatique, l'hépatite alcoolique,.

## Symptômes
Les symptômes peuvent inclure des vomissements, des douleurs abdominales ou une peau jaunâtre. Les complications peuvent inclure des saignements variqueux, une péritonite bactérienne spontanée, une encéphalopathie hépatique et un cancer hépatocellulaire.

## Cause
Elle survient à la suite d'une consommation d'alcool plus élevée,plus de 21 boissons par semaine chez les hommes et 14 boissons par semaine chez les femmes.

## Facteurs de risque

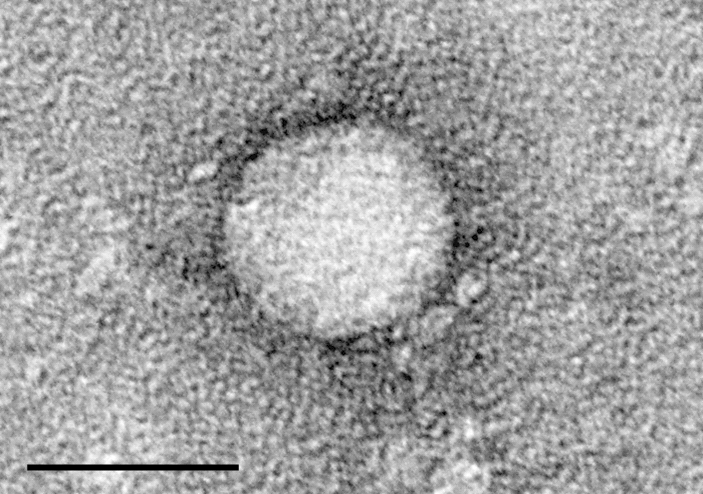
Micrographie du virus de l'hépatite C

Les facteurs de risque comprennent une consommation plus importante et une durée d’utilisation plus longue; d’autres facteurs incluent l’obésité et l’hépatite C.
Le degré des problèmes hépatiques peut être évalué par imagerie médicale, analyses sanguines et biopsie du foie.
L'AST est généralement plus augmentée que l' ALT.

## Diagnostic
La maladie alcoolique du foie  est diagnostiquée par une combinaison d’évaluation clinique, d’antécédents médicaux et de tests diagnostiques

## Traitement
Le traitement consiste à arrêter de boire de l’alcool. Un soutien diététique et l’évitement de doses plus élevées de paracétamol  sont recommandés. Dans certains cas, des stéroïdes peuvent être utilisés. En cas de maladie grave, une transplantation hépatique peut être recommandée.

## Prévalence
Plus de 90 pour cent  des gros buveurs développent une stéatose hépatique, environ 25 pour cent  une hépatite alcoolique et 15 pour cent   une cirrhose. L’ALD est la forme la plus courante de maladie hépatique à long terme dans le monde. Les Européens sont les plus fréquemment touchés. Sur les 1,3 million de décès dus à une maladie chronique du foie en 2016, on estime que 27 pour cent  étaient dus à l’alcool. 245 000 décès supplémentaires sont survenus à la suite d’un cancer du foie dû à l’alcool.